# Järnsparvar
För växtsläktet Prunella, se Brunörtssläktet.
Järnsparvar (Prunellidae) är en familj av fåglar i ordningen tättingar som omfattar det enda släktet Prunella.

## Utseende och levnadssätt
Järnsparvarna är små fåglar som har drag av sparv, sångare och trast och de har rätta korta rundade vingar. Deras fjäderdräkter går i brunt, grått, beige, gult och svart. Näbben är smal och spetsig men med ganska grov bas vilket refelekterar deras huvudsakliga sommarföda som är insekter vilket utökas med bär och frön om vintern. Könen och åldrarna är mycket lika.
De födosöker mest på marken där de tar sig fram på ett hoppande och hukande vis. De bygger skålformade reden där de lägger i genomsnitt fyra ofläckade gröna eller blå ägg som paret ruvar tillsammans.

## Utbredning och systematik
Järnsparvarna som nästan uteslutande återfinns i palearktis är en liten grupp med närbesläktade arter. Alla arter har sin utbredning i bergsregioner i Asien och Europa utom järnsparv (Prunella modularis), sibirisk järnsparv (Prunella montanella) och japansk järnsparv (Prunella rubida) som också återfinns i låglandsområden. Merparten av arterna flyttar inte några längre sträckor om vintern men de lämnar de kallaste områdena i sitt utbredningsområde eller flyttar i höjdled. Sibirisk järnsparv är den enda arten vars hela population flyttar en längre sträcka. Även den norra och östliga populationen av järnsparv flyttar till varmare områden om vintern medan den västra och sydliga populationen är stannfåglar.

### Arter
- Alpjärnsparv (Prunella collaris)
- Altajjärnsparv (Prunella himalayana)
- Rödbröstad järnsparv (Prunella rubeculoides)
- Rostbrynad järnsparv (Prunella strophiata)
- Sibirisk järnsparv (Prunella montanella)
- Brun järnsparv (Prunella fulvescens)
- Svartkronad järnsparv (Prunella ocularis)
- Svartstrupig järnsparv (Prunella atrogularis)
- Mongoljärnsparv (Prunella koslowi)
- Järnsparv (Prunella modularis)
- Japansk järnsparv (Prunella rubida)
- Vitögd järnsparv (Prunella immaculata)

## Namn
Släktnamnet Prunella delar järnsparvarna med växtsläktet brunörter (Prunella).